# Laphria chrysonota
Laphria chrysonota är en tvåvingeart som beskrevs av Hermann 1914. Laphria chrysonota ingår i släktet Laphria och familjen rovflugor. Inga underarter finns listade i Catalogue of Life.